# Shikhara

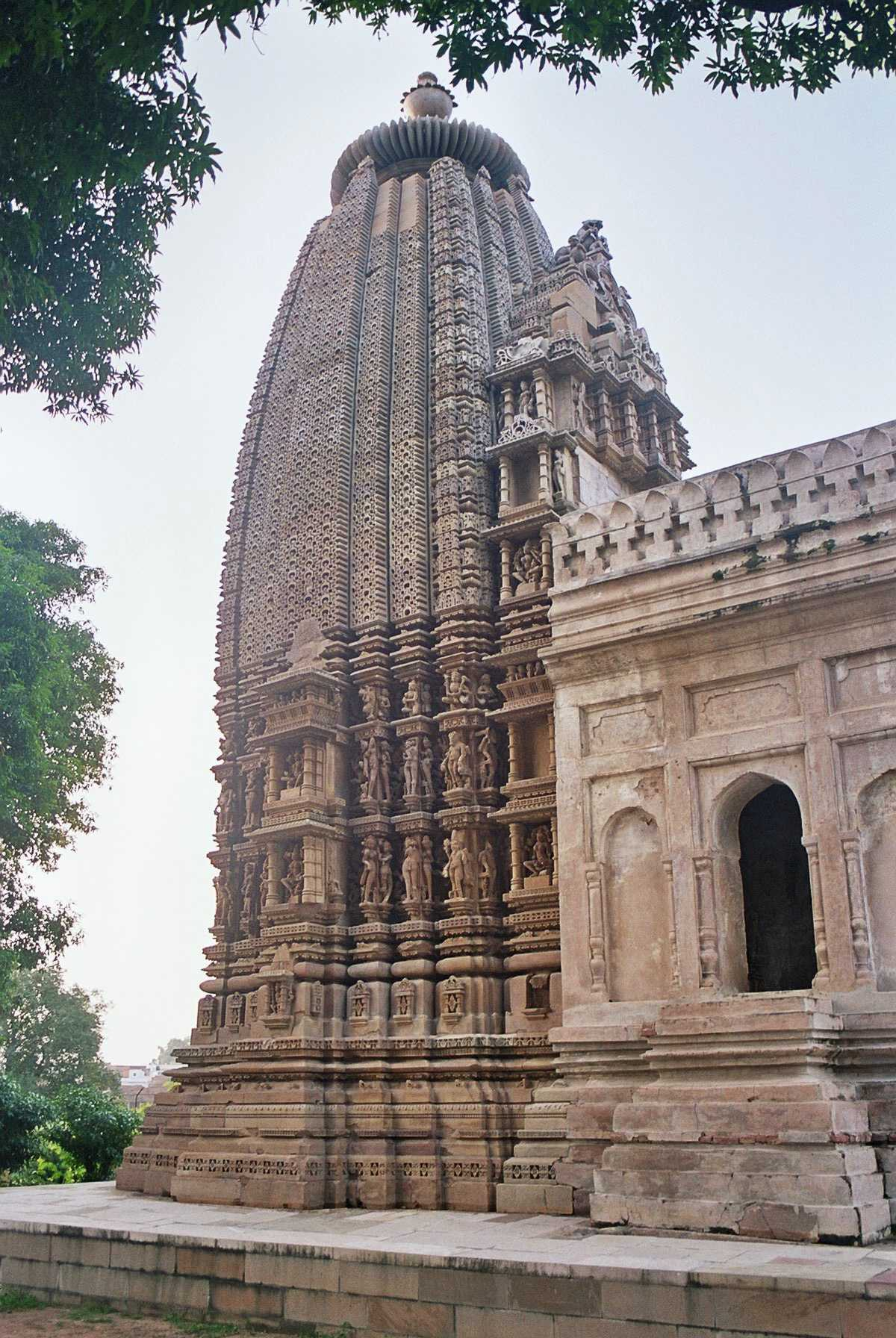
Shikhara à Khajurâho.

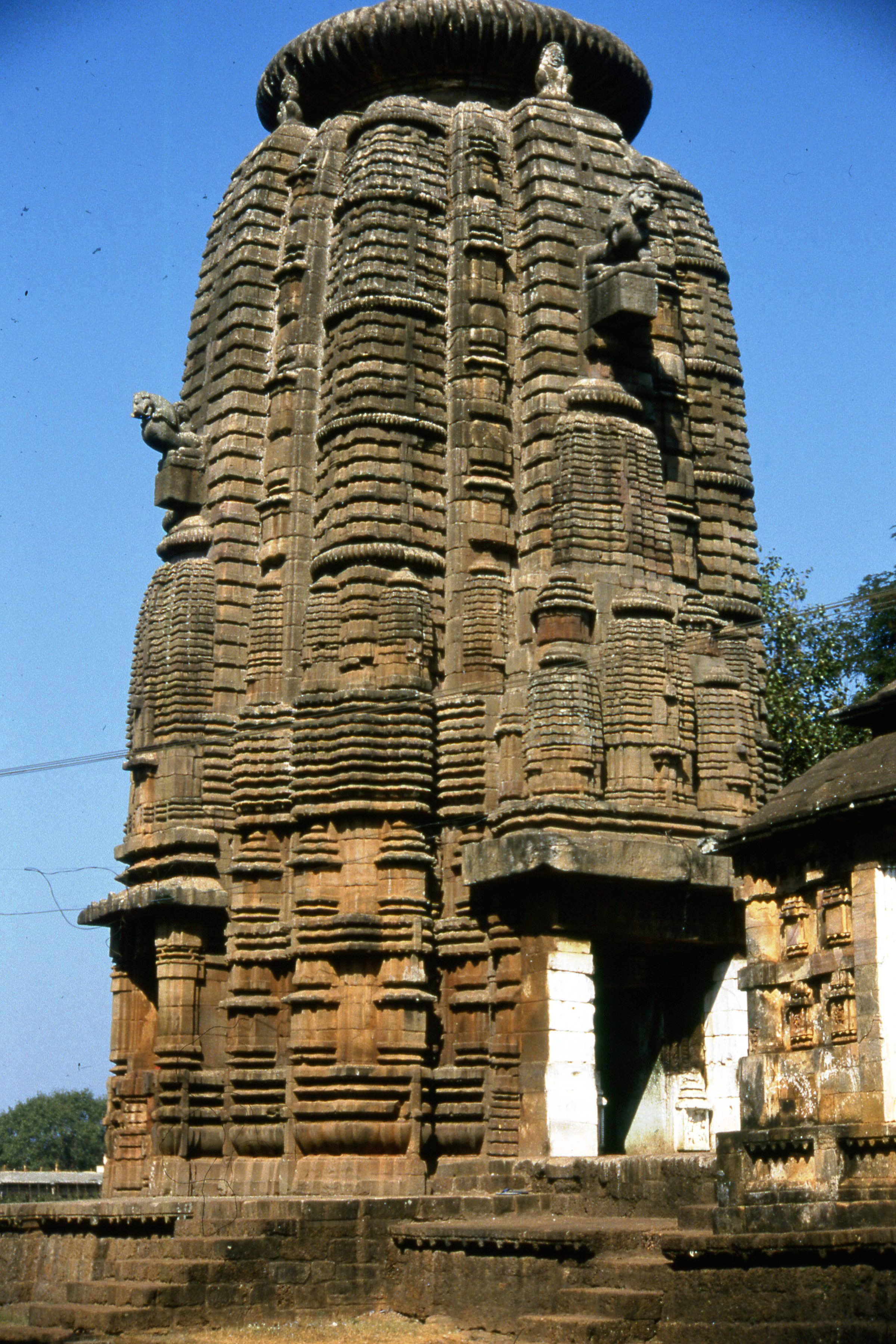
Vue latérale d'un Shikhara dans un temple d'Orissa.

La toiture en shikhara (IAST śikhara) est caractéristique de l'Inde du nord à partir de la période post-Gupta (VIIe siècle).
Assez profondément modifiés, les shikharas ont été adoptés par l'architecture birmane à partir du Xe siècle ; ils couronnent de nombreux temples de Bagan. Ils sont aussi à l'origine des Prangs de l'Architecture khmère et thaï.

## Dénomination
Shikhara est un mot d'origine sanskrite signifiant pic ou sommet. Le shikhara recouvre et protège le saint des saints où se trouve la divinité du temple. C'est la partie la plus haute et la plus visible du temple.
Dans le sud de l'Inde, on parle plutôt de vimana et shikhara n'y désigne que le dôme en haut du vimana. Il ne faut pas confondre les shikharas ou les vimanams avec les hautes tours des temples de l'Inde du sud appelés gopurams. Dans ces temples d'Inde du Sud, ce sont les parties les plus visibles du temple, mais elles sont situées sur le pourtour, au centre de chacun des quatre côtés de l'enceinte.

## Caractéristiques
Le shikhara est un toit creux, voûté en encorbellement, qui épouse la base du temple (de forme carrée ou plus complexe). Il s’élève en s’incurvant progressivement vers le centre (forme à arêtes curvilignes ou en « pain de sucre »). Au sommet, se trouve un tambour circulaire, le griva, surmonté d’un amalaka. La forme de cette pierre circulaire côtelée, parfois surmontée d’un pinacle, dériverait du fruit du figuier myrobolan. Le décor d'un shikhara se compose de nombreux petits étages apparents, qui forment une sorte de résille ou nid d’abeille. Aux angles, on aperçoit une superposition de toitures scandées par des amalaka.
Cette forme courbée a pour origine les premiers temples qui étaient construits avec des bambous enfoncés dans le sol et recourbés vers le sommet.
Cette forme originelle a été conservée lorsque le bois, puis la pierre ont remplacé le bambou. Les premiers temples en pierre de ce type datent du VIIe siècle dans l'Orissa .

## Extension du concept de Shikhara
Parfois, le concept de Shikhara est étendu aux trois types principaux d'architecture des temples hindouistes  :
- Architecture Nagara, plutôt dans le Nord de l'Inde et à l'origine des Shikharas.
- Architecture dravidienne dans le sud de l'Inde, caractérisé notamment par une profusion de sculptures et décorations. Les tours des temples de forme pyramidale (Vimana) sont parfois appelées Shikharas [4].
- Architecture Vesara, une synthèse des deux autres, présente notamment au Karnataka.

Les shikharas des trois types d'architecture
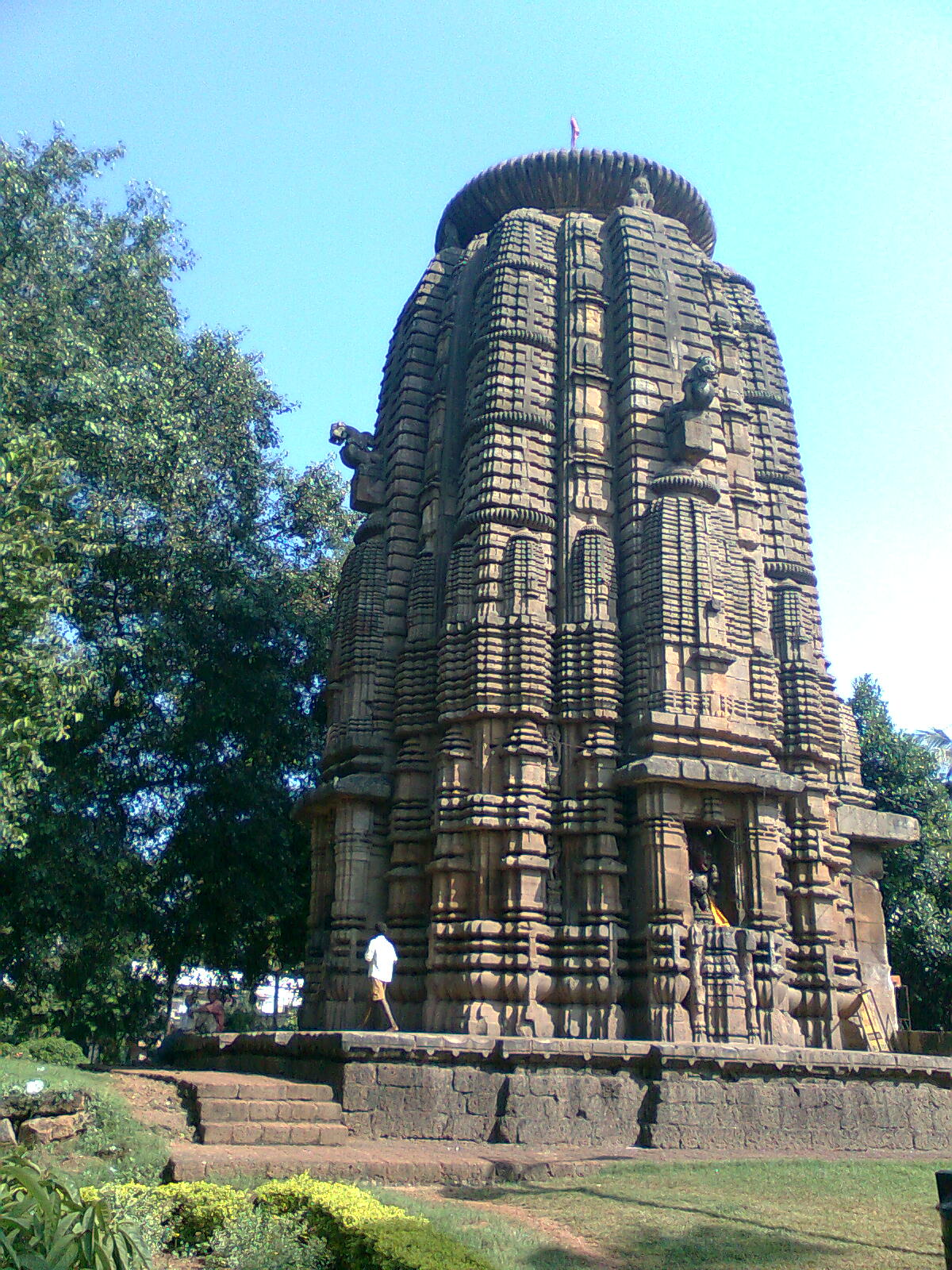
Style Nagara du Temple de Rameshwar à Bhubaneswar
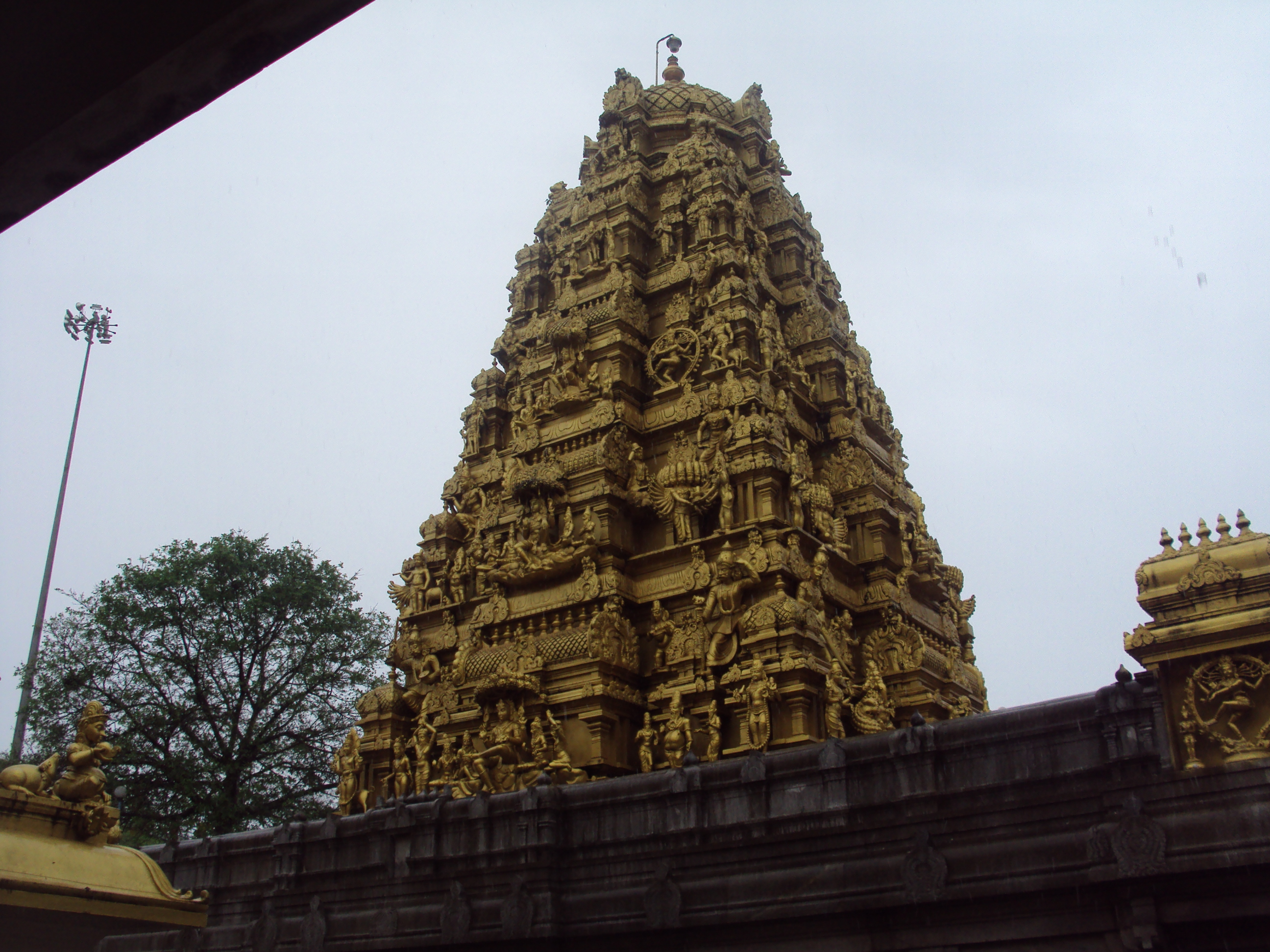
Style dravidien du Temple de Murudeshwara Temple
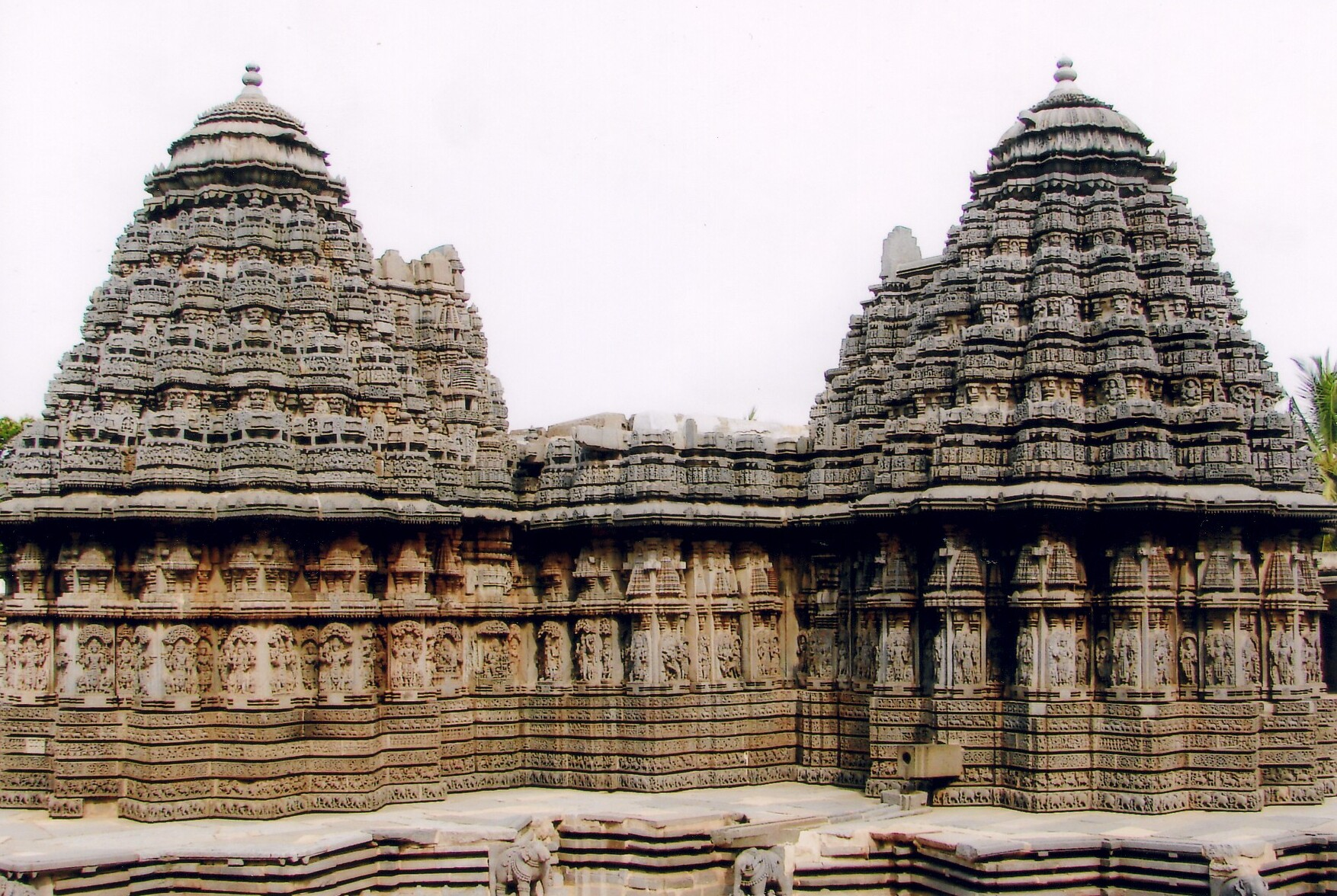
Style Vesara du Temple de Keshava, à Somanathapura. Avec un plan en forme d'étoiles à 16 branches.

## Shikharas hétérogènes

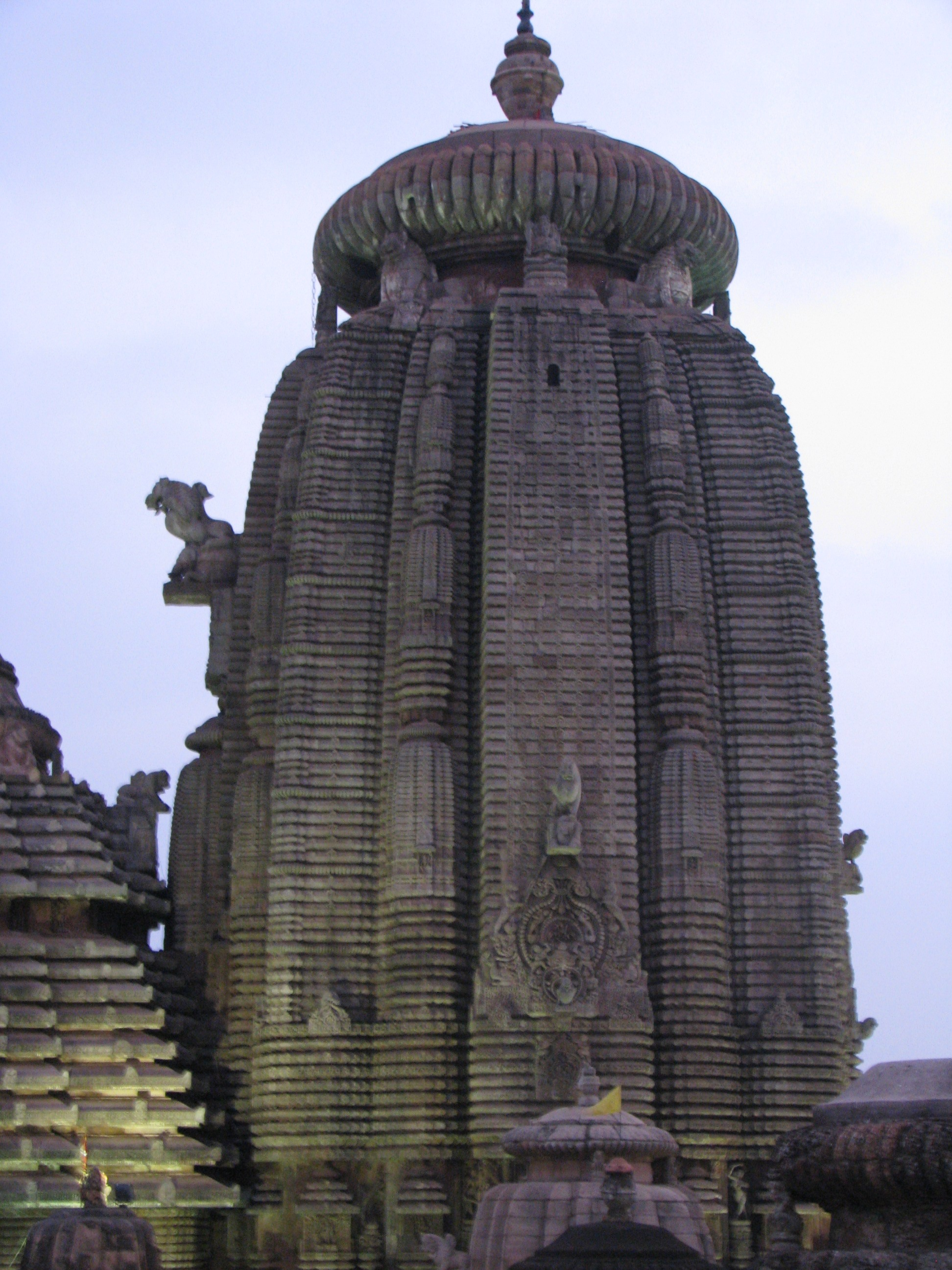
Shikhara homogène (mais avec rathas) du temple de Lingaraja à Bhubaneswar

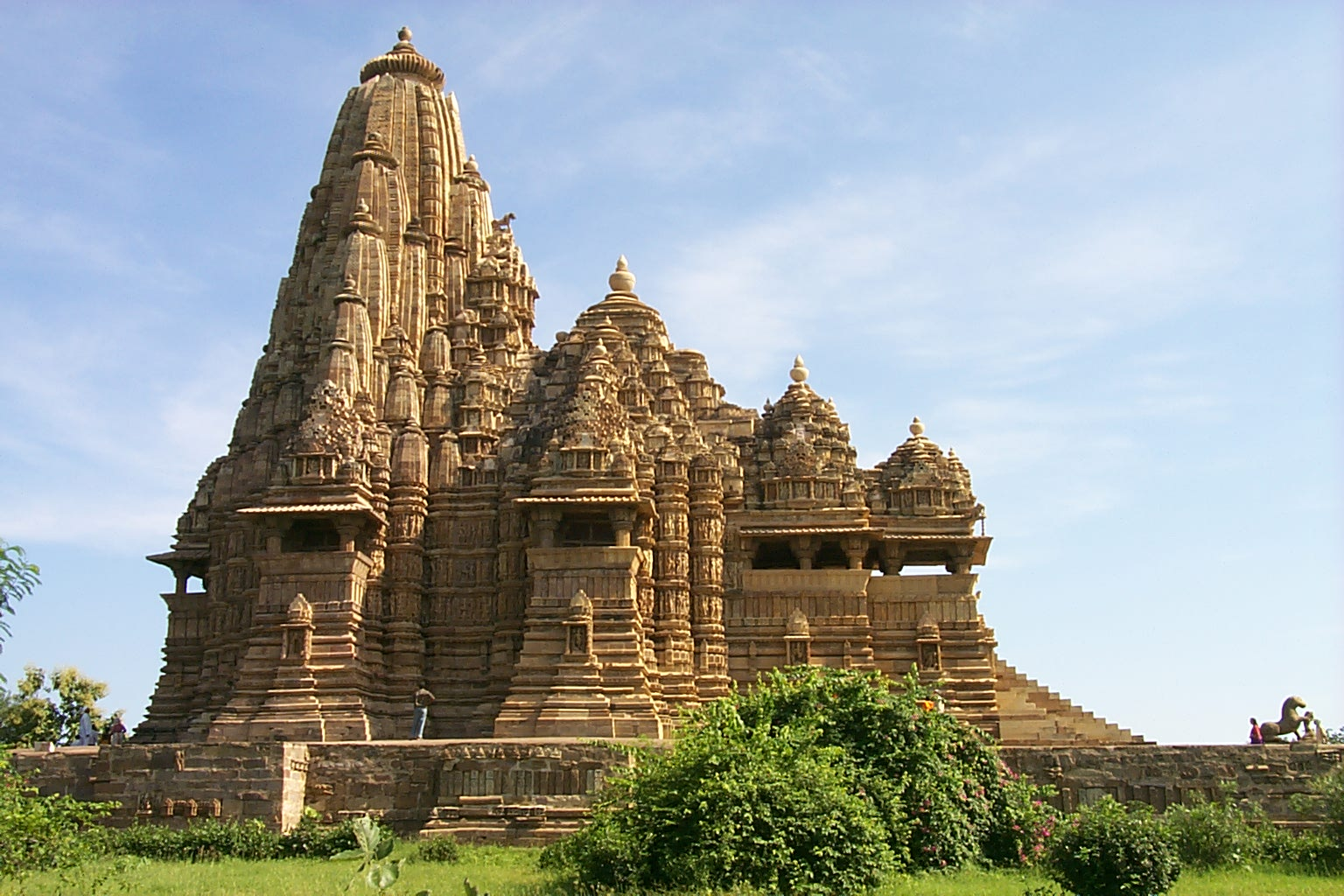
Sur la gauche, le shikhara hétérogène du temple de Kandariya Mahadeva

À l'origine, ces shikharas étaient homogènes. Mais avec le temps, des shikharas secondaires (parfois appelés urushringa), moins hauts et moins larges, ont été plaqués sur les côtés du shikhara principal. On parle de shikharas hétérogènes. Des shikharas tertiaires existent même parfois près des extrémités du côté ou dans les angles. L'un des exemples les plus notables de shikharas hétérogènes est le Temple de Kandariya Mahadeva à Khajuraho.